# Midland Railway
Мидлендская железная дорога (англ. Midland Railway, MR) — железнодорожная компания Великобритании, существовавшая с 1844 до 1922 года. В 1922 году вошла в состав Лондонской, Мидлендской и Шотландской железной дороги (LMS). Имела протяжённую железнодорожную сеть, управляемую из штаб-квартиры в Дерби. Являлась третьей по величине железнодорожной компанией на Британских островах (после Great Western Railway и Лондонской и Северо-западной железной дороги).

## Возникновение
Предшественницами Мидлендской железной дороги были железные дороги, построенные в 1832 году для перевозки угля в Лестершире и Ноттингемшире.
Компания Midland Railway была основана 10 мая 1844 года в результате слияния трёх дорог: Midland Counties Railway, North Midland Railway и Birmingham and Derby Junction Railway. Два года спустя к ним присоединилась Birmingham and Gloucester Railway. Эти дороги соединялись на станции Трай-Джанкт в Дерби, где новая компания построила общий локомотивный завод, а затем и завод по производству вагонов.
Midland Railway возглавили Джордж Хадсон из North Midland Railway и Джон Эллис из Midland Counties Railway. Джеймс Олпорт из Birmingham and Derby Junction Railway первоначально покинул компанию, получив должность в York, Newcastle and Berwick Railway, принадлежавшей Джону Хадсону, однако позднее вернулся в Midland Railway.
Мидлендская железная дорога занимала выгодное положение на стыке двух основных маршрутов из Лондона в Шотландию и имея выходы на сети London and Birmingham Railway на юге и на York and North Midland Railway на севере.

## Консолидация
Почти сразу, в 1845 году, же Midland Railway поглотила Sheffield and Rotherham Railway и Erewash Valley Line, через последнюю получив доступ к угольным месторождениям Ноттингемшира и Дербишира. В 1847 году настал черёд Mansfield and Pinxton Railway, которая через продолжение Erewash Valley Line к 1862 году соединила Честерфилд и Трент-Джанкшн в Лонг-Итоне, обеспечив доступ к угольным месторождениям, ставшим основным источником дохода. Пассажирские поезда из Шеффилда в Честерфилд следовали через станцию Ротерем-Масборо, пока в 1870 году не был построен прямой маршрут.
В 1846 году компания усилила позиции в транспортировке угля с месторождений Лестершира, купив Leicester and Swannington Railway и продолжив её в 1849 году до Бертона.

## Юго-Запад
После слияния поезда из Лондона стали ходить по более короткому маршруту, использующему пути Midland Counties Railway. По бывшей Birmingham and Derby Junction Railway поезда ходили до Бирмингема и Бристоля, важного морского порта. Первая линия, построенная в 1839 года, продолжалась от Дерби через Хэмптон-ин-Арден до вокзала на Лоули-стрит в Бирмингеме, построенном в 1842 году. С 1 мая 1851 года Midland Railway открыла пути до вокзала на Керзон-стрит.
На юг вела Birmingham and Bristol Railway, которая достигала Керзон-стрит через станцию Кэмп-Хилл. Линия была образована в результате слияния дорог Birmingham and Gloucester Railway со стандартной шириной колеи и Bristol and Gloucester Railway с широкой колеёй.
Соединение этих дорог осуществлялось через короткую петлю железной дороги Cheltenham and Great Western Union Railway (C&GWU). Из-за несовпадения колеи в Глостере требовалось перемещение пассажиров и грузов с одного поезда на другой, что вызывало хаос. C&GWU принадлежала Great Western Railway, желавшей заполучить маршрут Бристоль — Бирмингем. Пока стороны спорили о цене, Джон Эллис из Midland Railway, услышал разговор двух директоров дороги Birmingham and Bristol RailwayBirmingham and Bristol Railway в лондонском поезде, и пообещал, что Midland Railway предоставит те же условия, что предложит Great Western Railway.
Так как это привело бы к продолжению широкой колеи до Керзон-стрит с дальнейшей перспективой расширения до Мерси, другие пользователи стандартной колеи обязались возместить Midland Railway любые потери, лишь бы этого не произошло. В итоге оказалось достаточно, чтобы London and North Western Railway (LNWR) предоставила Midland Railway доступ к станции Бирмингем-Нью-Стрит после её открытия в 1854 году. Станция на Лоули-стрит при этом превратилось в товарный склад.

## Конкуренция на востоке
Под контролем Midland Railway оказались все перевозке из Лондона на северо-восток Англии и в Шотландию. LNWR постепенно осваивала Озерный край, при этом согласование прямой линии от Лондона до Йорка затягивалось. Northern and Eastern Railway получила разрешение на прокладку путей через Питерборо и Линкольн, но едва достроила их до Кембриджа.
Двумя очевидными продолжениями линий бывшей Midland Counties Railway были маршруты от Ноттингема до Линкольна и от Лестера до Питерборо. Работы в этих направлениях не велись, но Хадсон решил, что оба маршрута сыграют блокирующую роль: если соответствующие города будут обеспечены железнодорожным сообщением, обосновать строительство ещё одной линии станет сложнее. Поданные заявки были одобрены, в то время как законопроект о прямой линии всё ещё находился на рассмотрении парламентом.
В 1844 году было получено разрешение на строительство дороги Лидс — Брэдфорд. К 1850 году Leeds and Bradford Railway несла убытки, но имела несколько предложений о покупке. Хадсон также включился в борьбу за компанию, частично использовав собственные средства. Дорога перешла под контроль Midland Railway и дала ей доступ в северные районы, став началом линии от Сеттла до Карлайла и обеспечив удобно расположенной станцией Лидс-Веллингтон.
Несмотря на возражения Хадсона и других заинтересованных компаний, закон о строительстве London and York Railway (позже — Great Northern Railway) под началом Эдмунда Денисона, был одобрен парламентом в 1846 году.

## Битва за Ноттингем
В 1851 году Ambergate, Nottingham, Boston and Eastern Junction Railway (ANB &EJR) завершила строительство линии от Грантема до Колвика, откуда продолжалась ветка до станции Ноттингем Midland Railway. К тому времени через Грэнтем уже проходила Great Northern Railway (GNR), и Midland Railway вступила в борьбу за новую компанию. Одновременно Ноттингем желал расширять свою железнодорожную инфраструктуру. Midland Railway сделала предложение о поглощении ANB & EJR, но оказалось, что часть акций контролируется Great Northern Railway. Попытка присоединить линию с GNR была сорвана Эллисом, которому удалось получить судебный запрет на продолжение линий GNR до Ноттингема. Тем не менее, GNR в 1851 году запустила поезд, ходивший до Ноттингема.
В 1852 году в Ноттингем прибыл поезд ANB &amp; EJR, который тянул паровоз GNR. при попытке перегнать локомотив в конец состава он был заблокирован на боковом пути паровозами Midland Railway. Он был отогнан в ближайшее депо, а рельсы к нему были сняты. Этот эпизод стал известен как «Битва за Ноттингем», и, поскольку ситуация стала предметом судебного рассмотрения, прошло семь месяцев, прежде чем был паровоз смог покинуть депо.

## В Лондон

### Кингс-Кросс 1857—1868
В 1850 году Midland Railway была вполне уцстойчивой, но всё ещё провинциальной железной дорогой. Эллис понял, что для продолжения успешной конкурентной борьбы нужно расширяться за пределы домашнего региона. Первым шагом в этом направлении стало назначение в 1853 году генеральным директором компании Джеймса Оллпорта. На очереди было устранение зависимости от LNWR на маршрутах до Лондона.
Закон о строительстве линии от Хитчина до лондонского вокзала Кингс-Кросс совместно с GNR был принят ещё в 1847 году, однако работы не были начаты.
Повторная заявка на линию была внесена в парламент в 1853 году при поддержке жителей Бедфорда, обслуживание которого LNWR было медленным и ненадёжным, и с расчётом обеспечить доступ к месторождениям железа в Нортгемптоншире.
Leicester and Hitchin Railway была проложена от Уигстона до Маркет-Харборо через Десборо, Кеттеринг, Веллингборо и Бедфорд, затем по линии Бедфорд — Хитчин она соединялась с линией GNR от Хитчина до Кингс-Кросс. Начало строительству дороги было положено Джорджем Хадсоном 2 мая 1842 года, который предложил акционерам «вложить 600 000 фунтов стерлингов в South Midland Railway Company для строительства линии от Уигстона до Хитчина». на реализацию проекта потребовалось 10 лет. Задержка была отчасти связана потерей интереса GNR к конкурирующей дороге Bedford and Leicester Railway после того, как Midland Railway приобрела компанию Leicester and Swannington Railway and the Ashby Canal and Tramway, рассматривавшуюся как источник пассажиропотока. Поскольку конкуренция ослабла, спешки в реализации проекта более не требовалось. По той же причине не были построены ответвления до Хантингдона (из Кеттеринга) и Нортгемптона (из Бедфорда). Обе этих ветки были впоследствии построены независимыми компаниями.
Несмотря на разгрузку маршрута через Регби, GNR настаивало на том, чтобы пассажиры, следующие в Лондон, делали пересадку в Хитчине, приобретая билеты за крайне ограниченное время, чтобы успеть на поезд GNR до Кинг-Кросс. Джеймс Олпорт договорился с GNR о заключении семилетнего договора на пользование Кинг-Кросс, с условием выплачивать твёрдую сумму в 20 000 фунтов стерлингов в год (1 870 000 фунтов стредингшов в ценах 2018 года. Первые поезда Midland Railway до Лондона отправились в феврале 1858 года. Строительство железной дороги Leicester and Hitchin Railway обошлось в 1 750 000 фунтов стерлингов (172 990 000 фунтов стерлингов в ценах 2018 года.

### Сент-Панкрас 1868
К 1860 году Midland Railway заметно улучшила своё положение и могла агрессивно реализовывать новые проекты. Перевозки угля и железа, а также пива из Бертона-на-Тренте, увеличились в три раза, количество пассажиров росло с той же скоростью, что и у GNR. Поскольку поезда GNR имели преимущество на собственных линиях, пассажиры Midland Railway всё чаще задерживались. В результате в 1862 году было принято решение, что дорога должна иметь собственный терминал в столице, как и положено национальной железнодорожной компании.
22 июня 1863 года был принят закон о расширении Midland Railway до Лондона
Новая линия отходила от Бедфорда через седловину в Чилтерн-Хиллз в Лутоне и достигала Лондона, огибая Хэмпстед-Хит, в точке между Кингс-Кросс и Юстоном. Участок от Бедфорда до Моргейта открылся для пассажирского движения 13 июля 1868 года. С 1 октября 1868 поезда начали ходить до вокзала Сент-Панкрас.
Вокзал Сент-Панкрас стал выдающимся примером архитектуры неоготики. В комплекс вошли St. Pancras Renaissance London Hotel на Юстон-роуд, созданный Гилбертом Скоттом, и крытый дебаркадер, спроектированный Уильямом Барлоу . Строительство сопровождалось сложностями, так как на территории находилось старое кладбище церкви Святого Панкратия. Ниже располагался коллектор канализации Флит-стрит, при этом путь от главной линии должен быть пройти под землёй с крутым уклоном, чтобы присоединиться к Metropolitan Railway, проложенной параллельно дороге, к настоящему времени ставшей Юстон-роуд.
Строительство продолжения до Лондона обошлось Midland Railway в 9 000 000 фунтов стерлингов (795 400 000 фунтов стерлингов в ценах 2018 года).

## В Манчестер
Начиная с 1820-х предлагались различные маршруты из Лондона в Восточный Мидленд, в которых рассматривалась возможность использования Cromford and High Peak Railway для соединения с Манчестером.
В конце концов, Midland Railway совместно с Manchester and Birmingham Railway (M&BR), которая также искала маршрут в Лондон из Манчестера, внесли предложение о строительстве железной дороги из Амбергейта. Проект дороги Manchester, Buxton, Matlock and Midlands Junction Railway получил королевское одобрение в 1846 году, несмотря на противодействие со стороны Sheffield, Ashton-Under-Lyne and Manchester Railway. В 1849 году был закончен участок до Роусли в нескольких километрах к северу от Мэтлока. Однако в 1846 году M&BR стала частью LNWR, поэтому прежние партнёрские отношения превратились в конкурентные.
В 1863 году Midland Railway достроила линию до Бакстона, одновременно с LNWR, проложившей линию Stockport, Disley and Whaley Bridge Railway. В 1867 году Midland Railway начала строительство альтернативной линии через Уирксворт (ныне Ecclesbourne Valley Railway), чтобы избежать проблем с маршрутом их Амбергейта. Участок от Уирксворта до Роусли, который предполагал внедрение некоторых неординарных инженерных решений, не был завершён, так как в 1871 году Midland Railway вернула контроль над первоначальной линией, однако доступ в Манчестер все ещё был заблокирован в Бакстоне. В конце концов удалось достичь соглашения с Manchester, Sheffield and Lincolnshire Railway (MS&amp;LR) о совместном использовании дороги от ответвления в Миллерс-Дейл, которой проходило почти параллельно LNWR. Партнёрство получило известность как Комитет железнодорожных компаний Шеффилда и Мидленда.
Продолжающиеся трения с LNWR вынудили Midland Railway образовать с MS&LR и GNR Комитете по чеширским линиям, что также предоставило возможность более широкой экспансии в Ланкашир и Чешир и строительства новой станции Манчестер-Централ.
Одновременно в Шеффилде наконец была построена магистральная станция. В ответ на согласие городского совета 1867 года, Midland Railway обещала построить сквозную линию через город в течение двух лет. К удивлению Midland Railway, шеффилдцы поддержали невозможный проект Sheffield, Chesterfield, Bakewell, Ashbourne, Stafford and Uttoxeter Railway, который закономерно был отклонён парламентом. Midland Railway построил свою дорогу до вокзала на Понд-стрит.
Среди поздних магистралей, построенных Midland Railway, была линия от Шеффилда до Манчестера с ответвлением из Доура в Чинли. Эта ветка, известная сейчас как Hope Valley Line, открылась в 1894 году и включала тоннели у Тотли и Коуберна.

## В Шотландию
Из-за спора о праве доступа к линиям LNWR, в 1870-х годах Midland Railway была вынуждена построить Settle-Carlisle Railway, наиболее высоко расположенную железную дорогу Англии, чтобы обеспечить доступ к Шотландии.
Спор с LNWR был урегулирован до того, как строительство было завершено, но парламент не разрешил Midland Railway выйти из проекта. На Midland Railway также оказывали давление шотландские железнодорожных компании, которые с нетерпением ожидали прихода железной дороги в Карлайл, поскольку это создавало конкуренцию Caledonian Railway, доминировавшей на Западном побережье в перевозках до Глазго и Эдинбурга. Glasgow and South Western Railway имела собственный маршрут из Карлайла в Глазго через Дамфрис и Килмарнок, в то время как North British Railway построила линию через шотландскую границу от Карлайла до Эдинбурга. Midland Railway был обязана продолжать строительство, и Settle-Carlisle Railway открылась в 1876 году.

## Поздние годы
1 декабря 1879 года для грузовых перевозок открылась Nottingham and Melton Line. С 1 марта 1880 года по ней также начали курсировать пассажирские поезда.
К середине 1880-х годов инвестиции окупились; пассажиропоток рос, в строй вводились новые комфортабельные поезда; перевозки грузов, особенно полезных ископаемых, что обеспечивала основной доход, резко увеличились.
Олпорт вышел отставку в 1880 году, его сменил Джон Нобл, а затем Джордж Тернер. К началу XX века грузовые перевозки, особенно доставка угля, перегружали железнодорожную сеть. Пассажирский перевозки имели плохую репутацию из-за опозданий. Лорд Фаррар реорганизовал экспресс-сообщение, но к 1905 году вся система была настолько перегружена, что никто не мог предсказать, когда поезда прибудут в место назначения. В этот момент пост генерального директора занял Гай Гранет. Он ввёл централизованную систему управления движением и классификацию локомотивов по мощности, которая стала образцом для классификации British Railways.
Midland Railway продолжала покупать независимые линии, в том числе в 1903 году купила Belfast and Northern Counties Railway, а в 1912 — London, Tilbury and Southend Railway. Компании принадлежали права на доступ к нескольким чужим линиям, которые развивались совместными усилиями. Midland Railway совместно владела большим числом железных дорог, чем любая другая компания Великобритании. В партнерстве с GNR ей принадлежала Midland and Great Northern Joint Railway, крупнейшая совместная железная дорога Великобритании, обеспечивавшая связь Мидлендса с Восточной Англией. Локомотивы Midland Railway использовались Somerset&Dorset Joint Railway, в Комитете по чеширским линиям она была одним из трёх партнёров.
В 1913 году общая выручка компании достигла 15 129 136 фунтов стерлингов (1 462 280 000 фунтов стерлингов в ценах 2018 года) с общими расходами 9 416 981 фунтов стерлингов (910 180 000 фунтов стерлингов в ценах 2018 года).

## Приобретения
- Ashby Canal and Tramway (приобретена в 1846)
- Barnoldswick Railway (лизинг с 1871, приобретена в 1899)[30]
- Bedford and Northampton Railway (лизинг с 1872, приобретена в 1885)[31]
- Northern Counties Committee (Ирландия)
- Birmingham and Gloucester Railway (лизинг с 1845, приобретена в 1846)[32]
- Birmingham West Suburban Railway (приобретена в 1875)
- Bristol and Gloucester Railway (приобретена в 1846)[33]
- Burton and Ashby Light Railway (лизинг с 1906)[34]
- Chesterfield and Brampton Railway (приобретена в 1871)
- Cromford Canal (приобретена в 1871)[35]
- Dore and Chinley Railway (приобретена в 1888)
- Erewash Valley Railway (приобретена в 1845)
- Evesham and Redditch Railway (лизинг с 1868, приобретена в 1882)
- Hemel Hempsted Railway (лизинг с 1877, приобретена в 1886)
- Hereford, Hay and Brecon Railway (лизинг с 1869, приобретена в 1886)
- Keighley and Worth Valley Railway (приобретена в 1881)
- Kettering, Thrapston and Huntingdon Railway (приобретена в 1897)
- Leeds and Bradford Railway (лизинг с 1846, приобретена в 1851)
- Leeds and Bradford Extension Railway (приобретена в 1851)
- Leicester and Swannington Railway (приобретена в 1846)
- London, Tilbury and Southend Railway (приобретена в 1912, поглощена в 1920)
- Manchester, Buxton, Matlock and Midland Junction Railway (лизинг с 1852, приобретена в 1871)
- Manchester South District Railway (приобретена в 1877)
- Mansfield and Pinxton Railway (приобретена в 1848)[36]
- Midland and South Western Junction Railway (приобретена в 1874)
- North Western Railway (лизинг с 1859)
- Oakham Canal (приобретена в 1846)
- Redditch Railway (лизинг с 1858, приобретена в 1874)
- Sheffield and Rotherham Railway (приобретена в 1845)
- Stonehouse and Nailsworth Railway (приобретена в 1886)[37]
- Swansea Vale Railway (лизинг с 1874, приобретена в 1876)
- Syston and Peterborough Railway (приобретена в 1846)[38]
- Tewkesbury and Malvern Railway (приобретена в 1876)
- Wolverhampton and Walsall Railway (приобретена в 1876)[29]
- Wolverhampton, Walsall and Midland Junction Railway (приобретена в 1874)[29]

## Аварии и происшествия
- В июне 1850 года взорвался котёл паровоза на железнодорожной станции Кегворт (Ноттингемшир)[39].
- В 1850 году один поезд врезался сзади в другой на станции Вудлздорф (Йоркшир). Причиной был плохо видимый ночью сигнал семафора[40].
- В 1853 году взорвался котёл локомотива грузового состава недалеко от Бристоля (Глостершир).
- 28 августа 1875 года пассажирский поезд проследовал на запрещающий сигнал и врезался сзади в другой поезд в Килдвике (Йоркшир). Семь человек погибли, 39 получили ранения.
- 11 августа 1880 года в Уэннигтоне (Ланкашир) сошел с рельсов пассажирский поезд. Восемь человек погибли, 23 получили ранения.
- 19 августа 1880 года пассажирский поезд остановился в туннеле Бли-Мур (Йоркшир) из-за неисправности тормозной магистрали. В него сзади на малой скорости врезался пассажирский экспресс, проследовавший на запрещающий сигнал.
- 27 августа 1887 года пассажирский экспресс проследовал на запрещающий сигнал и столкнулся с грузовым поездом на станции Уот (Йоркшир). 22 человека получили ранения[41].

- 9 июня 1892 года пассажирский поезд проследовал на запрещающий сигнал и столкнулся с другим пассажирским поездом на станции Эшольт-Джанкшен (Йоркшир). Пять человек погибли, 30 получили ранения.
- 3 декабря 1892 года на Ваймондхем-Джанкшен (Лестершир) потерпел аварию грузовой поезд. Была серьезно повреждена сигнализация станции[42].
- 2 сентября 1898 года в Уэллборо (Нортгемптоншир) из-за упавшей с платформы на пути тележки сошёл с рельсов пассажирский экспресс. Семь человек погибли, 65 получили ранения.
- 24 июля 1900 года в Эмберсвуд (Ланкашир) сошел с рельсов пассажирский поезд. Один человек погиб[43].
- 1 декабря 1900 года в Пеквош около Даффилда (Дербишир) сошёл с рельсов грузовой поезд[44].
- 23 декабря 1904 года в Эйлисбери (Бакингемшир) из-за превышения скорости на дуге сошёл с рельсов пассажирский экспресс. С обломками на низкой скорости столкнулся другой пассажирский поезд. Четыре человека погибли[40].
- 19 января 1905 года скоростной пассажирский поезд проследовал на запрещающий сигналы и столкнулся с пассажирским поездом в Кудуорт (Йоркшир). Семь человек погибли[41].
- В июне 1907 года багажный поезд проследовал в ловушку и сошёл с рельсов на Силкстрим-Джанкшен после того, как машинист неправильно понял сигнал[45].
- 24 декабря 1910 года пассажирский экспресс врезался в два легких паровоза около туннеля Муркок, к югу от вершины Айс-Гилл. Столкновение произошло из-за ошибок сигнальщика на Хоуиз-Джанкшен и кочегара легкого паровоза. Поезд сошёл с рельсов и загорелся. 12 человек погибли, 17 получили ранения.
- 2 сентября 1913 года пассажирский поезд проследовал на запрещающий сигнал и врезался сзади в другой пассажирский поезд между Маллерстангом и Айс-Гилл, к северу от вершины Айс-Гилл. 16 человек погибли, 38 получили ранения.

## Флот
Midland Railways принадлежали суда, ходившие от Хейшема до Дугласа и Белфаста.

## Консолидация
В 1914 году все железные дороги Великобритании перешли под контроль Железнодорожного исполнительного комитета.
Midland Railways ещё не восстановилась, когда правительство приняло Закон о железных дорогах 1921 года, в соответствии с которым компания была принудительно объединена с LNWR, Lancashire and Yorkshire Railway, Caledonian Railway, Glasgow and South Western Railway и несколькими второстепенными линиями, такими как Furness Railway и North Staffordshire Railway. Новообразованная компания получила название London Midland and Scottish Railway и начала работу с 1 января 1923 года.

## Руководство

### Председатели
- 1844—1849 Джордж Хадсон
- 1849—1856 Джон Эллис[48]
- 1864—1870 Уильям Эванс Хатчинсон
- 1870—1873 Уильям Филип Прайс
- 1873—1880 Эдвард Шипли Эллис
- 1880—1890 Мэтью У. Томпсон
- 1890—1911 Эрнест Паджет
- 1911—1919 Джордж Мюррей Смит
- 1919—1922 Чарльз Бут
- 1922—1923 Гай Гранет

### Генеральные менеджеры
- 1849—1853 Джозеф Сандерс
- 1853—1857 Джеймс Джозеф Оллпорт[49]
- 1857—1860 В. Л. Ньюкомб
- 1860—1880 Джеймс Джозеф Оллпорт[49]
- 1880—1892 Джон Нобл
- 1892—1901 Джордж Генри Тернер
- 1901—1905 Джон Мэтисон
- 1905—1918 Гай Гранет[50]
- 1918—1922 Фрэнк Тэтлоу

### Локомотивные суперинтенданты и главные механики
- 1844—1873 Мэтью Киртли
- 1873—1904 Сэмюэль Уэйт Джонсон[51]
- 1904—1909 Ричард Дили
- 1909—1923 Генри Фаулер
  - 1915—1919 Джеймс Андерсон (временно)